# Pterothamnus
Pterothamnus, monotipski rod češljugovki smješten u tribus Pterocephalidieae, dio porodice kozokrvnica. Jedina vrsta je P. centennii, mozambički endem., polugrm do grm koji može narasti do 2 metra visine. 
Nekada je uključivan u rod Pterocephalus.

## Sinonimi
- Pterocephalus centennii M.J.Cannon